# Wojna grecko-włoska

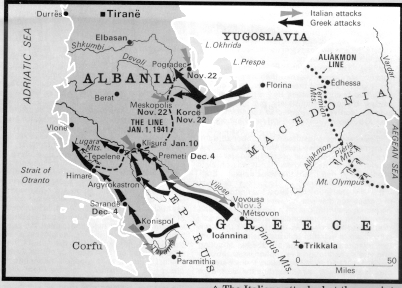
Działania wojenne w czasie wojny grecko-włoskiej 1940−1941

Wojna grecko-włoska 1940–1941 – konflikt zbrojny pomiędzy Królestwem Włoch a Królestwem Grecji, zapoczątkowany agresją Włoch 28 października 1940 roku. Po początkowych sukcesach atakujących z terytorium Albanii wojsk włoskich, Grecy przeprowadzili skuteczną kontrofensywę, odrzucając przeciwnika poza granicę kraju. 6 kwietnia 1941 roku do walk po stronie Włoch włączyła się armia III Rzeszy, co doprowadziło do odwrotu wojsk greckich i ich kapitulacji 23 kwietnia 1941 roku.

## Geneza konfliktu
Po dojściu do władzy we Włoszech faszystów rząd Benita Mussoliniego dążył do uzyskania mocarstwowej pozycji państwa. Głównym kierunkiem ekspansji były wybrzeża Morza Śródziemnego i Bałkany. Już w 1923 roku w reakcji na zamordowanie w okolicach greckiej Janiny włoskiego generała Enrico Telliniego Mussolini wystosował do rządu greckiego ostre ultimatum, a po niezadowalającej odpowiedzi wydał jednostkom Regia Marina rozkaz, by zbombardowały i okupowały wyspę Korfu. Po mediacji Ligi Narodów i w wyniku nacisków Wielkiej Brytanii Włosi wycofali się pozostając w przekonaniu o słabości Grecji.
Trwało także postępujące uzależnianie Albanii od wpływów włoskich. W następstwie udzielenia pomocy finansowej dla Ahmeda ben Zogu kraj ten został podporządkowany Włochom w sferach politycznej i ekonomicznej. Gdy Zogu I próbował choć częściowo się uniezależnić, Mussolini zdecydował się zająć Albanię siłą. 7 kwietnia 1939 roku wojska włoskie wylądowały w portach, doprowadzając do ucieczki Zogu I i powołania na tron albański króla Włoch Wiktora Emanuela III. Albania stała się dla Włoch punktem wyjściowym dla dalszej agresji w kierunku Grecji i JugosławiiGierowski 1999 ↓, s. 537–538.
W efekcie ekspansywnej polityki Włoch rządy Francji i Wielkiej Brytanii udzieliły Grecji (a także Rumunii) jednostronnych gwarancji bezpieczeństwa na wypadek agresji. Jednak po klęsce Francji Mussolini powrócił do swych planów agresji na Bałkanach. Początkowe plany zaatakowania równocześnie Jugosławii i Grecji zostały zrewidowane na skutek zdecydowanie negatywnej postawy III Rzeszy. Podjęto decyzję o ataku jedynie na uważaną za słabszą militarnie Grecję.
Strona włoska rozpoczęła w sierpniu 1940 roku kampanię propagandową przeciwko Grecji oraz zorganizowała pewną liczbę prowokacji, o które oskarżano Greków. 15 sierpnia 1940 roku włoski okręt podwodny „Delfino” zatopił, pomimo obowiązującego pomiędzy oboma państwami pokoju, grecki krążownik lekki „Elli”, biorący udział w obchodach święta Wniebowzięcia Najświętszej Maryi Panny na wyspie Tinos. Rząd włoski natychmiast wydał oświadczenie, w którym zaprzeczył obecności jakiejkolwiek swojej jednostki wojennej na okolicznym akwenie i oskarżył Wielką Brytanię o zatopienie krążownika celem pogorszenia stosunków Włoch z Grecją. Przeprowadzone z polecenia rządu greckiego śledztwo wykazało, że szczątki torped znalezione na miejscu zdarzenia pochodzą z broni włoskiej produkcji, jednak wyniki dochodzenia zostały utajnione, aby nie prowokować siłowej reakcji Włoch i oficjalnie opublikowane dopiero po włoskiej agresji.
Ostrożne działania dyplomacji greckiej i zaangażowanie militarne Włoch w Afryce spowodowały decyzję Mussoliniego o przełożeniu ataku na późniejszy termin. Po ustabilizowaniu się frontu afrykańskiego na początku października 1940 roku powrócono do planowania agresji. Nie bez wpływu na tę decyzję były: korzystanie przez Royal Navy z greckich portów i wód terytorialnych oraz przeprowadzona przez Niemców 12 października operacja zajęcia  pól roponośnych w Rumunii, o czym Niemcy nie powiadomili wcześniej Mussoliniego.
O godzinie 3.00 w nocy 28 października 1940 roku premier Grecji Joanis Metaksas otrzymał od ambasadora Włoch ultimatum, w którym żądano zgody na okupację Grecji przez wojska włoskie i prawa do swobodnego przemarszu. Premier miał tylko trzy godziny na odpowiedź i uznając, że stanowisko Włoch nie daje możliwości negocjacji, odrzucił żądania. O 6.00 rano tego samego dnia (była to rocznica marszu na Rzym) armia włoska rozpoczęła działania przeciwko Grecji.

## Przebieg wojny

### Atak włoski
W chwili ataku na Grecję armia włoska dysponowała w Albanii ośmioma dywizjami, w tym jedną pancerną oraz silnym lotnictwem (około 300 samolotów, w tym około 100 bombowców. Jednak większość żołnierzy stanowili niedawno powołani rezerwiści a armia jako całość nie była przygotowana do prowadzenia walk w specyficznym górskim terenie Epiru.
Grecka armia, licząca w okresie pokoju około 80 tysięcy żołnierzy, mogła po mobilizacji wzrosnąć do 400 tysięcy zbrojnych. Jednak premier Metaksas, pomimo nacisków naczelnego dowódcy Aleksandrosa Papagosa, wstrzymywał się z ogłoszeniem mobilizacji i ogłosił ją dopiero na kilka dni przed agresją, zaalarmowany doniesieniami wywiadu i greckiego ambasadora w Rzymie. Grecja dysponowała na granicy albańskiej ośmioma dywizjami i dwiema brygadami piechoty, słabiej uzbrojonymi i wyposażonymi od włoskich, ale lepiej przystosowanymi do walk w górach.
Włosi zaatakowali na dwóch kierunkach: wzdłuż wybrzeża i przez góry Pindos, nie napotykając początkowo zbytniego oporu obrońców. Jedynie oddziały 23 Dywizji Piechoty Ferrara i 131 Dywizji Pancernej Centauro nacierające na Kalpaki zostały zatrzymane przez zajmujących umocnione pozycje Greków z 8 Dywizji Piechoty. Jednak w miarę posuwania się w głąb terytorium Grecji włoskie wojska napotykały coraz silniejszą obronę, wzmacnianą przez przybywające znad granicy bułgarskiej wojska greckie, wspomagane przez miejscową ludność. Spory problem sprawiła Włochom pogoda: zimno, padający deszcz i śnieg spowodowały rozmiękanie dróg, problemy z zaopatrzeniem oraz niemożność skorzystania ze wsparcia własnego lotnictwa.
Wzmocniona przez przybywające na front nowe dywizje armia grecka przeszła do bardziej zdecydowanych działań. Na początku listopada Grecy wyprowadzili kontratak na pozycję 3 Dywizji Alpejskiej Julia w górach Pindos, odcinając ją od reszty wojsk. Także na innych odcinkach frontu atak włoski uległ znacznemu spowolnieniu lub zatrzymaniu. Spowodowało to nerwową reakcję Mussoliniego, który 1 listopada uznał front grecki za priorytetowy, przyznając pierwszeństwo dostaw zaopatrzenia przed wojskami walczącymi w Afryce, a po kilku dniach zreorganizował struktury dowodzenia w Albanii. Dotychczasowego głównodowodzącego, generała Sebastiana Viscontiego Prasca zastąpił 9 listopada generałem Ubaldem Soddu.

### Grecka kontrofensywa w Albanii

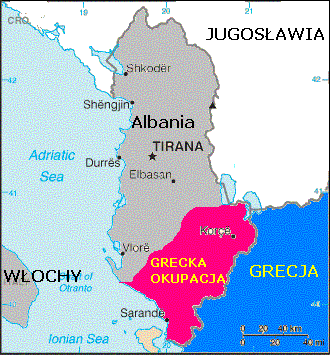
Obszar greckiej okupacji południowej Albanii od listopada 1940 do marca 1941

W nocy z 11 na 12 listopada 1940 roku brytyjskie samoloty torpedowe startujące z lotniskowca HMS „Illustrious” przeprowadziły udany atak na flotę włoską stacjonującą w porcie w Tarencie. Spowodowało to uzyskanie przez Royal Navy lokalnej przewagi na morzu i osłonięcie wybrzeży greckich przed spodziewanym desantem. Zwolnione w ten sposób wojska zostały przez generała Papagosa użyte w planowanej kontrofensywie w Albanii. Rozpoczęta 14 listopada na północnym odcinku frontu doprowadziła do odzyskania przez Greków utraconych pozycji.
Grecka piechota atakowała wzdłuż górskich grzbietów, zmuszając w ten sposób Włochów do wycofywania się z zajmowanych przez nich dolin na kolejne pozycje obrony. Sposób ten okazał się skuteczny w specyficznych warunkach gór Epiru, ale nie sprzyjał prowadzeniu szybkich działań. Dodatkowo brak dróg rokadowych w górach utrudniał manewrowanie atakującym wojskom. Pomimo to wojska greckie kontynuowały natarcie, w połowie grudnia docierając około 60 kilometrów w głąb terytorium Albanii. Grudniowe pogorszenie pogody i trudności związane z wydłużeniem dróg zaopatrzeniowych zmusiły Greków do wstrzymania natarcia i przed końcem roku front ustabilizował się w okolicach albańskich miast Këlcyrë i Tepelena.
Po ataku na Tarent uaktywniła się również grecka marynarka wojenna. Jej głównym zadaniem było zabezpieczanie własnych linii komunikacyjnych oraz próby przerwania włoskich dostaw na front. Greckie niszczyciele kilkakrotnie podejmowały rajdy w kierunku Cieśniny Otranto, nie napotykając jednak okrętów ani konwojów przeciwnika. Udanymi akcjami były wypady w celu bombardowania pozycji włoskich na wybrzeżu albańskim. Pewne sukcesy odniosły również greckie okręty podwodne, działające na Adriatyku, które zatopiły kilka włoskich transportowców za cenę utraty jednej jednostki: 29 grudnia 1940 roku „Proteus” został zatopiony przez włoski torpedowiec „Antares”.
Obie strony konfliktu ucierpiały bardzo mocno na skutek mroźnej zimy. Dużym problemem było funkcjonowanie służby zdrowia. Najczęściej jedynym sposobem doraźnej pomocy rannym i odmrożonym na górskich odcinkach frontu były amputacje, konieczność transportu rannych na tyły angażowała zaś nieproporcjonalnie wielu żołnierzy. Równie wielkie trudności występowały w zaopatrzeniu w broń, amunicję i żywność. Tę ostatnią wiele greckich oddziałów zdobywało po prostu na przeciwniku. Nie do przecenienia po stronie greckiej okazała się pomoc ze strony ludności cywilnej, w tym kobiet, które na górskich bezdrożach wzięły na siebie ciężar prowadzenia transportu broni, amunicji, żywności, także domowych posiłków i świeżej odzieży, dla walczących oddziałów, czasem całkowicie zastępując służby armijne w niedostępnych rejonach walk. Równocześnie jednak obie strony wzmacniały swoje wojska. W lutym 1941 roku siły greckie walczące przeciwko Włochom wynosiły około 300 tysięcy żołnierzy, zaś Włochy posiadały w Albanii ponad 400 tysięcy wojskowych pod nowym dowództwem generała Uga Cavallero, zgrupowanych w dwudziestu dywizjach piechoty, czterech górskich i dwóch pancernych.
Ponaglani doniesieniami wywiadu z Bułgarii o możliwym zajęciu tego kraju przez wojska niemieckie, nowy premier Grecji Aleksandros Korizis i generał Papagos podjęli decyzję o przeprowadzeniu kolejnego natarcia. Rozpoczęło się ono 28 lutego 1941 roku na południowym odcinku frontu, ale zostało zatrzymane przez włoską obronę. Grecy zaatakowali ponownie 7 marca, przełamując w kilku miejscach front i rozbijając Dywizję Julia, ale przerwali natarcie w dwa dni później na wieść o włoskiej ofensywie w dolinie Desnices. Atak trzech włoskich korpusów, który osobiście obserwował przybyły do Albanii Mussolini, doprowadził do zdobycia części greckich pozycji, ale ostatecznie zatrzymał się na kolejnych rubieżach i ustabilizował w połowie marca. Oznaczało to taktyczne zwycięstwo Greków, za cenę związania większości ich armii na froncie albańskim i pozostawienia odsłoniętej granicy z Bułgarią, gdzie koncentrowały się jednostki niemieckie.

### Walki grecko-włoskie po agresji niemieckiej i kapitulacja armii greckiej
Przyczyną planowania przez III Rzeszę operacji zajęcia Bałkanów było zarówno niepowodzenie wojsk włoskich w wojnie z Grecją, jak również coraz większa obecność militarna Wielkiej Brytanii w tym regionie. 29 października 1940 roku Brytyjczycy uzyskali od rządu greckiego zgodę na stworzenie bazy wojskowej w zatoce Suda na Krecie, co stwarzało zagrożenie nalotów na obszary roponośne w Rumunii. Na początku lutego 1941 roku Niemcy uzyskali zgodę Bułgarii na wykorzystanie jej terytorium do ataku na Grecję, zaś 1 marca Bułgaria oficjalnie przystąpiła do paktu trzech. Po przewrocie wojskowym w Jugosławii w nocy z 26 na 27 marca 1941 roku i przejęciu władzy w tym kraju przez sympatyków krajów zachodnich plany niemieckie zostały skorygowane o dodatkowy atak na Jugosławię z terenów Węgier, Rumunii i Bułgarii przy współudziale Włoch.
Atak niemiecki nastąpił 6 kwietnia 1941 roku. W Albanii wojska greckie i jugosłowiańskie podjęły 7 kwietnia próbę zaatakowania pozycji włoskich, ale ich natarcie zostało zatrzymane przez dobrze przygotowaną obronę. Po przełamaniu przez Niemców pozycji greckich w Macedonii i rozbiciu armii jugosłowiańskiej greckie dowództwo, w obawie o odcięcie dywizji na froncie albańskim, wydało rozkaz odwrotu. Włosi postępowali w ślad za Grekami, zajmując teren niemal bez walki. Obecny w Grecji od marca brytyjski korpus ekspedycyjny (tzw. Force W) nie wytrzymał impetu uderzenia niemieckiego i pierwszy, przed ogólnym odwrotem Greków, wycofywał się na południe z zamiarem jak najszybszej ewakuacji na Kretę. 20 kwietnia 1941 roku generał Jeorios Tsolakoglu, działając w porozumieniu z dużą częścią wyższych oficerów armii greckiej, choć bez zgody i wiedzy naczelnego dowódcy, rządu i króla Jerzego II, podpisał akt kapitulacji armii greckiej przed wojskami niemieckimi. Jednak Mussolini nie zgodził się na zawarcie rozejmu za pośrednictwem swych sojuszników i zażądał kapitulacji również przed jego armią. Odpowiedni akt został podpisany 23 kwietnia 1941 roku w Salonikach. 27 kwietnia 1941 roku wojska niemieckie zajęły Ateny, zaś ostatnie walki z wycofującymi się z kontynentalnej Grecji Brytyjczykami, przy bardzo ograniczonym udziale wojsk włoskich, wygasły 30 kwietnia 1941 roku.
W trakcie działań na froncie greckim wojska włoskie straciły 13 755 zabitych, 115 350 rannych, chorych i z poważnymi odmrożeniami oraz 25 067 zaginionych. Kapitulacja armii greckiej oznaczała niewolę dla około 270 tysięcy, spośród ponad 300 tysięcy jej żołnierzy. Pomimo to, jesienią 1944 roku, w trakcie opuszczania Grecji przez wojska niemieckie, greckie siły zbrojne były już odbudowane do łącznie ponad 200 tysięcy zbrojnych, w zorganizowanych oddziałach różnych opcji politycznych.